# The Way He Makes Me Feel
The Way He Makes Me Feel ist ein Lied, das im Jahr 1983 von Michel Legrand komponiert wurde. Der Text stammt von Alan Bergman und Marilyn Bergman. In der von Barbra Streisand gesungenen Version wurde es in dem Film Yentl als Filmsong verwendet. Das Lied wurde für einen Oscar in der Kategorie Bester Song nominiert.
Das Lied erreichte in einer leicht veränderten Form Platz 40 in den Billboard Hot 100-Charts und Platz eins in den Adult Contemporary Charts.